# Beni Snous
Beni Snous (em árabe: بنى سنوس) é uma vila e comuna localizada na província de Tremecém, no noroeste da Argélia. Em 2008, sua população era de 11 318 habitantes.